# Nu debout (Staël I)
Pour les articles homonymes, voir Nu debout.
Nu debout (Staël I) est une  huile sur toile réalisée par Nicolas de Staël en 1953. Elle est répertoriée à cette date dans le catalogue raisonné de Françoise de Staël sous le n° 723, contresignée, non datée, elle porte le cachet de l'atelier, avec une indication de lieu : peint en Provence. Elle fait partie de la série des nus debout à laquelle appartient le très célèbre Nu debout (Moca), 1954. Nu debout (Staël I) a quitté la collection Peter Nathan de Zurich pour une destination inconnue en juin 2013 pour la somme de  4 690 690 € .

## Contexte
Cette toile représente Jeanne Mathieu, la femme dont Nicolas de Staël est tombé amoureux après qu'elle lui ait été présentée par  René Char, un intime de la famille des Mathieu qui appartenaient au même réseau de résistance que lui. 
Elle a été peinte immédiatement après le retour de Staël qui avait organisé un  « voyage  familial » en Italie et en Sicile du début août 1953. Il avait entassé dans son Tube Citroën Françoise enceinte de son dernier fils Gustave, les enfants, et deux amies. 
Désastreux pour la famille, ce voyage a été d'une grand richesse pour le peintre qui a exécuté un très grand nombre de dessins et croquis, remplissant des cahiers entiers. Selon Françoise de Staël : « Il ne peignit pas pendant ce voyage en Sicile et en Italie, mais il dessina beaucoup, en série, comme toujours, d'une feuille à l'autre, très rapidement sans hésitation ni retouche. De trois ou quatre dessins seulement, sortit la série des Agrigente et des Paysages d'Agrigente- Françoise de Staël-avril 1992, citée par Jean-Louis Prat et Harry Bellet. »
Mais son amour pour Jeanne va accélérer sa recherche sur le nu. Il écrit à Jacques Dubourg : « Je crois que quelque chose se passe en moi de nouveau, et parfois, cela se greffe à mon inévitable besoin de tout casser. Que faire. » L'intégralité de la lettre est reproduite dans le catalogue raisonné de Françoise de Staël. On voit que Dubourg est resté le marchand préféré de Staël, et que  le peintre continue à lui fournir des toiles.
Au retour d'Italie, Staël s'enferme seul dans son atelier de Lagnes puis de Ménerbes, puis à Antibes où il peint anonymement Jeanne qui devient son « inconnue », sa « femme assise », son « nu assis figure accoudée » et dont il confie, dans une lettre à René Char : « Je suis devenu un fantôme qui peint des temples grecs et un nu si adorablement obsédant, sans modèle, qu'il se répète et finit par se brouiller de larmes. »
Entre-temps, Paul Rosenberg lui a fait savoir qu'il a vendu tous les tableaux qu'il lui avait envoyés. Staël est donc riche, mais cela ne le console de rien. Il peint désormais avec une fureur fiévreuse et reconnaît, dans une lettre du 17 octobre à Jacques Dubourg: « Je peins dix fois trop, comme on écrase le raisin et non comme on boit du vin ».

## L'œuvre
Le personnage est présenté de trois quarts dos, avec la chevelure brune de Jeanne clairement identifiable. Elle se tient tête penchée, un bras replié relevé, et une grande barre de rose brun lui traverse le corps de bas en haut. Selon Gertrud Kobke Sutton :« ... la femme reste telle une statue, sœur de Daphné, façonnée avec une main sûre sur un bleu immatériel, pénétré par une flamme de rose et de rouille s'élevant du fond d'un bleu un peu plus profond, avec des taches vert sauge, jaune et noir-violet. »

## Expositions
Ce tableau qui appartenait à l'origine à la collection Jacques Dubourg 
a été très souvent exposé entre 1956 et 1995 selon le catalogue raisonné de Françoise de Staël qui mentionne 22 expositions à cette date, auxquelles  il faudrait ajouter les expositions non répertoriées dans le catalogue raisonné.
En 2014, la toile a été sélectionnée pour figurer avec les nus de Staël à  d'Antibes jusqu'au 7 septembre 2014, exposition intitulée : La Figure à nu, hommage à Nicolas de Staël, dont le reportage-vidéo de V. Varin, E. Jacquet, et N. Brancato montre, dans l'ordre d'apparition à l'image : Nu couché bleu (1955), Figures (Staël) (1953), Femme assise (Staël) (1953), Figure, nu assis, figure accoudée 1953, une version du Parc des Princes, (1952), Portrait d'Anne (1953), Le Concert (Le Grand Concert : L'Orchestre), 1955, huile sur toile 350 × 600 cm (1955), dernier tableau de Staël appartenant au Musée Picasso (Antibes), avec les commentaires de Anne de Staël et de Jean-Louis Andral, directeur des musées d’Antibes.